# Schlacht von Clontarf
Die Schlacht von Clontarf (irisch Cath Chluain Tarbh) fand am Karfreitag, dem 23. April 1014, in der Nähe des Ortes Clontarf (Cluain Tarbh, „Bullenwiese“), heute ein Stadtteil von Dublin nordöstlich des Dubliner Hafens, statt. Dabei standen sich die Armee Brian Borus, des Königs von Munster und Irischen Hochkönigs, und die verbündeten Streitkräfte des Königs von Leinster, Mael Mordha, gegenüber. Letztere bestanden neben seinen eigenen Leuten sowie einem rebellierenden König aus der Provinz Ulster aus skandinavischen Verbänden aus Dublin und von den Orkneys, die von Sigurd Lodvesson und Brodir von Man geführt wurden. Der Kampf endete mit einer Niederlage der Armee von Mael Mordha, aber auch mit dem Tod Brian Borus, der von flüchtenden Skandinaviern in seinem Zelt getötet wurde. Nach der Schlacht zerfiel Irland wieder in rivalisierende Teilkönigreiche.

## Geschichtlicher Hintergrund der Schlacht
Gestützt auf seine militärische Macht beherrschte Brian Boru (Brian MacCenneidigh) als irischer Hochkönig seit 1002 weite Teile Irlands. Dennoch gab es nach wie vor Teilkönige, die nicht bereit waren, seine Oberherrschaft anzuerkennen, zumal Hochkönig bisher eher eine Art Ehrentitel gewesen war, der kaum je mit tatsächlicher politischer Machtausübung über die gesamte Insel einhergegangen war. Brian hatte dies erstmals geändert und versucht, Irland tatsächlich unter seiner Herrschaft zu vereinigen.
997 trafen sich Brian Boru und Máel Sechnaill (Malachy) II., der König von Leinster, in Clonfert und einigten sich darauf, die jeweilige Herrschaft über die Hälfte des Landes anzuerkennen. Brian griff jedoch Máel Sechnaills Territorium mehrfach an und zwang ihn, ihm einen Großteil seines Landes zu überlassen.
Im Jahr 1012 erhob sich Máel Sechnaill II. Seine Pläne wurden von Brian aber durchkreuzt, indem dieser eine Reihe von Eheschließungen arrangierte. So gab er seine Tochter dem Anführer der in Dublin ansässigen Nordmannen, Sigtrygg Seidenbart, zur Frau. Brian selbst heiratete Gormlaith ingen Murchada, sie war Sigtryggs Mutter und Máels Schwester. Aber diese Allianzen waren nicht von Dauer. 1013 wandte sich Màel wieder an Sigtrygg um Hilfe, nachdem dieser von Gormlaith ermahnt worden war, Brians Oberherrschaft anzuerkennen. Diesmal war Sigtrygg zum Kampf bereit und die Führer mehrerer irischer Clans schlossen sich ihm an.
Brian setzte Gormlaith gefangen und verübte eine Reihe von Überfällen in der Umgebung von Dublin, um irische Aufständische daran zu hindern, sich den Nordmannen anzuschließen. Währenddessen war es Gormlaith gelungen, Sigurd Lodvesson, den Herrscher der Orkneys, um Hilfe zu bitten. Der reagierte positiv auf ihre Bitte und überzeugte Brodir von der Insel Man dem Bündnis beizutreten. Sigurd und Brodir planten, den jeweils anderen, nach einem siegreichen Kriegszug, zu töten, um selbst den Thron des Hochkönigs zu besteigen. Sigtrygg andererseits versuchte mit möglichst vielen der Beteiligten Allianzen zu schließen, um seine Macht über Dublin zu sichern.
Im Jahr 1014 hatte Brian seine Armee versammelt und zog gegen Dublin. Während des Marsches verweigerten ihm Streitkräfte aus Meath, unter dem Kommando des ehemaligen Hochkönigs Máel Sechnaill, die Gefolgschaft. Brian blieben noch 7000 Mann gegen Sigtryggs 2000 Mann, die aber besser ausgerüstet waren.
In der Nacht nach seiner Ankunft vor der Stadt erreichte Brian die Nachricht, dass die Nordmannen ihre Schiffe bestiegen und in See gestochen seien. Dies war aber eine List. Noch während der Nacht drehten sie um und landeten in der Nähe von Clontarf, etwa zwei Kilometer nördlich von Dublin. Von dort aus wollten die Nordmannen am nächsten Tag einen Überraschungsangriff auf Brians Armee unternehmen.

## Die Schlacht
Die Skandinavier ordneten sich zur Schlacht in fünf Kampfformationen, während Sigtrygg offenbar mit 1000 Mann in Dublin blieb. Sein Sohn befehligte die mit 1000 Mann besetzte linke Flanke. Mael Morda teilte seine 3000 Soldaten aus Leinster in zwei Abteilungen. Diese waren allerdings im Vergleich zu den skandinavischen Kämpfern nur schlecht bewaffnet. Sigurds Krieger aus Orkney besetzten das Zentrum der Schlachtordnung, während Brodirs 1000 Männer die rechte Flanke am Strand übernahmen.
Brian ordnete seine Streitkräfte in einer ähnlichen Schlachtordnung. Auf seiner rechten Flanke standen 1000 Söldner und die skandinavischen Kämpfer aus Manx. Neben ihnen sammelten sich 1500 Clanangehörige aus Connacht unter ihren jeweiligen Königen. Zur linken Seite folgten über 2000 Krieger aus Munster unter dem Kommando von Brians Sohn Murchad. Die linke Flanke bildeten 1400 Dal Caissans geführt von Murchads 15-jährigem Sohn Tordhelbach und Brians Bruder Cuduiligh. Mehrere hundert Yards hinter der Front standen Máel Sechnaills 1500 Mann.
Der Kampf wurde auf beiden Seiten durch Schmähungen einzelner Kämpfer eröffnet. Während sich die beiden Formationen langsam aufeinander zubewegten, kam es zu einzelnen Duellen zwischen diesen Männern in der Mitte des Schlachtfeldes. Als die beiden Armeen schließlich miteinander ins Gefecht kamen, beherrschten zunächst, wie erwartet, die skandinavischen Truppen mit ihrer besseren Bewaffnung und Mannesrüstung das Geschehen. So gelang es Brians skandinavischen Söldnerkontingenten, die ihnen gegenüber stehenden irischen Truppen langsam zurückzudrängen. Auf Brians linker Flanke führte Brodir persönlich den Angriff und gewann an Boden, bis er auf den Krieger Wolf den Streitlustigen, angeblich ein Bruder König Brians, stieß. Obwohl es Wolf nicht gelang, Brodirs Rüstung mit seinen Waffen zu durchdringen, konnte er ihn zu Boden stoßen und ihn letztendlich in die Flucht schlagen. Die nun führungslosen Skandinavier hielten noch eine Weile stand, flohen aber am Nachmittag auf ihre Schiffe.
Im Zentrum waren Sigurds und Mordas Männer zunächst überlegen und brachten die Truppen aus Leinster in schwere Bedrängnis. Der Legende nach trugen Sigurds Truppen ein magisches Banner mit sich, das die Aufmerksamkeit der irischen Krieger erregte. Sie schlugen sich zum Träger des Banners durch und töteten ihn. Angeblich garantierte das Banner den Sieg für die Truppen, die es mit sich trugen. Der Preis dafür war aber der Tod des Trägers. Als Sigurd das am Boden liegende Banner nahm, wurde er kurz darauf im Kampf getötet.
Gegen Ende des Tages brachen die beiden Flanken des skandinavischen Heeres zusammen. Da der Strandabschnitt, vor dem ihre Schiffe lagen, bereits verloren war, versuchten viele Skandinavier ihre Schiffe schwimmend zu erreichen und ertranken dabei, während die Kämpfer aus Dublin versuchten, in die Stadt zu fliehen, als Brians Sieg sich abzuzeichnen begann. Nun erst entschloss sich auch Máel Sechnaill, der mit seinen Männern offenbar abgewartet hatte, in die Schlacht einzugreifen und den in die Stadt Fliehenden den Weg zur einzigen Brücke über die Liffey abzuschneiden. Im folgenden Gemetzel verloren die meisten Skandinavier ihr Leben.
Währenddessen stieß der fliehende Brodir auf Brians Zelt. Mit einigen seiner Kämpfer stürmte er das Zelt und tötete Brian, welcher der Überlieferung nach betete. Nach einer isländischen Saga wurde Brodir von Wolf dem Streitlustigen verfolgt, gefangen genommen und schließlich auf grausame Weise getötet.
Von den 7000 bis 8000 Leinster-Iren und verbündeten Skandinaviern fielen den Angaben einer irischen Quelle zufolge 6000 Mann in der Schlacht, darunter fast alle Anführer. Die Verluste aufseiten der Koalition des Hochkönigs betrugen mindestens 1600 Mann (Schätzungen gehen bis zu 4000), unter ihnen der Hochkönig selbst, sein Sohn Murchad und sein Enkel Tordhelbach.

## Folgen der Schlacht
Die Niederlage bewirkte eine starke Erschütterung der den Skandinaviern in Irland noch verbliebenen politischen Macht. Innerhalb von Brians Clan kam es durch seinen Tod und den seines Sohnes zu einem Machtvakuum ohne klare Führung. Brians überlebende Söhne waren nicht zuletzt aufgrund der hohen Verluste, die ihr Clan in der Schlacht erlitten hatte, nicht in der Lage, eine politisch so starke Rolle zu spielen, dass sie die Nachfolge ihres Vaters problemlos antreten hätten können. Da die Zeitspanne von Brians Hochkönigtum zu kurz gewesen war, um es auch institutionell zu festigen, kam es schon bald wieder zu blutigen Machtkämpfen zwischen den einzelnen Anwärtern auf diesen Titel. Sigtrygg, der möglicherweise an der Schlacht gar nicht teilgenommen hatte, sondern das Geschehen zusammen mit Gormlaith von Dublin aus verfolgt hatte, war neben Máel Sechnaill vielleicht der einzige Gewinner der Schlacht. Er regierte in Dublin bis zu seinem Tode im Jahr 1042, während Máel Sechnaill als einstiger Hochkönig aus den oben genannten Gründen zunächst Brians Nachfolge antreten konnte.